# 1175
1175 (MCLXXV) var ett normalår som började en onsdag i den julianska kalendern.

## Händelser

### Okänt datum
- De äldsta delarna av Roskilde domkyrka börjar byggas, den första tegelbyggnaden i Nordeuropa (Skandinavien/Tyskland) sedan Romerska rikets dagar.

## Födda
- Andreas II av Ungern.
- Ingeborg av Danmark, fransk drottning.

## Avlidna
- Ly Anh Tong, vietnamesisk kejsare.